# Владыкин, Владимир Львович
Влади́мир Льво́вич Влады́кин (2 февраля (20 января) 1867, Саратов, Российская империя — 1942, Ленинград) — российский архитектор;

## Биография
Родился в Саратове, в семье законоучителя и настоятеля церкви Александровского ремесленного училища, протоиерея Льва Иоанновича Владыкина (1838—1908).
Среднее образование Владимир Владыкин получил в Саратовском Александро-Мариинском реальном училище, которое окончил в 1885 году со средним баллом 4.3. В том же году поступил в Императорскую академию художеств в Санкт-Петербурге по отрасли «Архитектура».
Учение в северной столице нелегко давалось Владыкину. Из-за развившегося в холодном сыром климате хронического бронхита Владимир не однажды просил о предоставлении отпуска в Саратов для возможности «…полечиться в возможно лучших гигиенических и климатических условиях».
Отработку полученных знаний юноша также старался проходить в Саратове. Всё лето 1888 года он исполнял обязанности помощника Алексея Марковича Салько по наблюдению за устройством Саратовской городской больницы. С июня по сентябрь 1889 года он состоял помощником начальник IV участка пути Тамбово-Саратовской железной дороги, занимаясь восстановлением сгоревших мастерских железной дороги в Саратове, причем «производил все потребные для производства работ точные разбивки, нивелировки и прочее».
Окончил с успехом академический курс наук и за весьма хорошие познания в архитектуре, доказанные исполненным им проектом концертного зала музыкального училища, 27 октября 1892 года был удостоен звания классного художника 1 степени с присвоением права на чин 10 класса (то есть коллежский секретарь) и с предоставлением права производить постройки.

## Архитектурная деятельность в Саратове
Вернулся в Саратов, осуществлял профессиональную деятельность в качестве частного архитектора. В Саратове по его проектам построены:
- мастерские ремесленного училища (1894, ул. Сакко и Ванцетти, 15),
- конюшни и манеж на ипподроме (1894),
- детская больница имени Д. С. Поздеевой (1896, ул. Соколовая, 97);
- больница И. Г. и В. И. Кузнецовых (1903, ул. Шелковичная, 58);
- дом Смирнова (ул. Вольская, 44)
- больница в с. Елшанка Саратовский уезд (1898).

Подготовил проекты церквей в селах Ахмат, Ивановке, Калдино, Красненьком(Краснянке) и Семёновке Новоузенского уезда Самарской губернии, в с. Алексеевке (1898) и с. Золотая гора (1899) Саратовского уезда Саратовской губернии, выполнял надзор за их строительством.

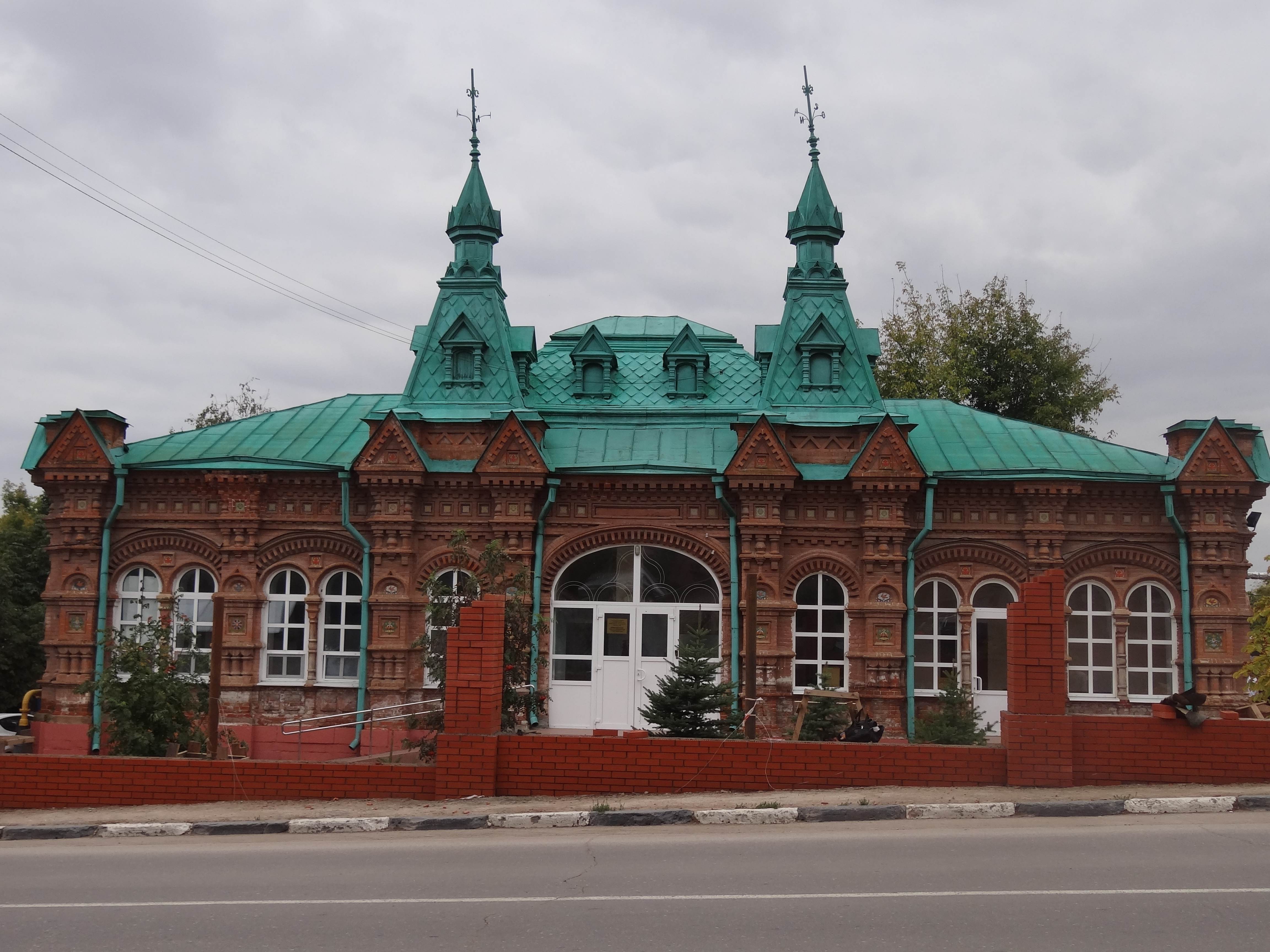
Здание детской больницы им. Поздеевой
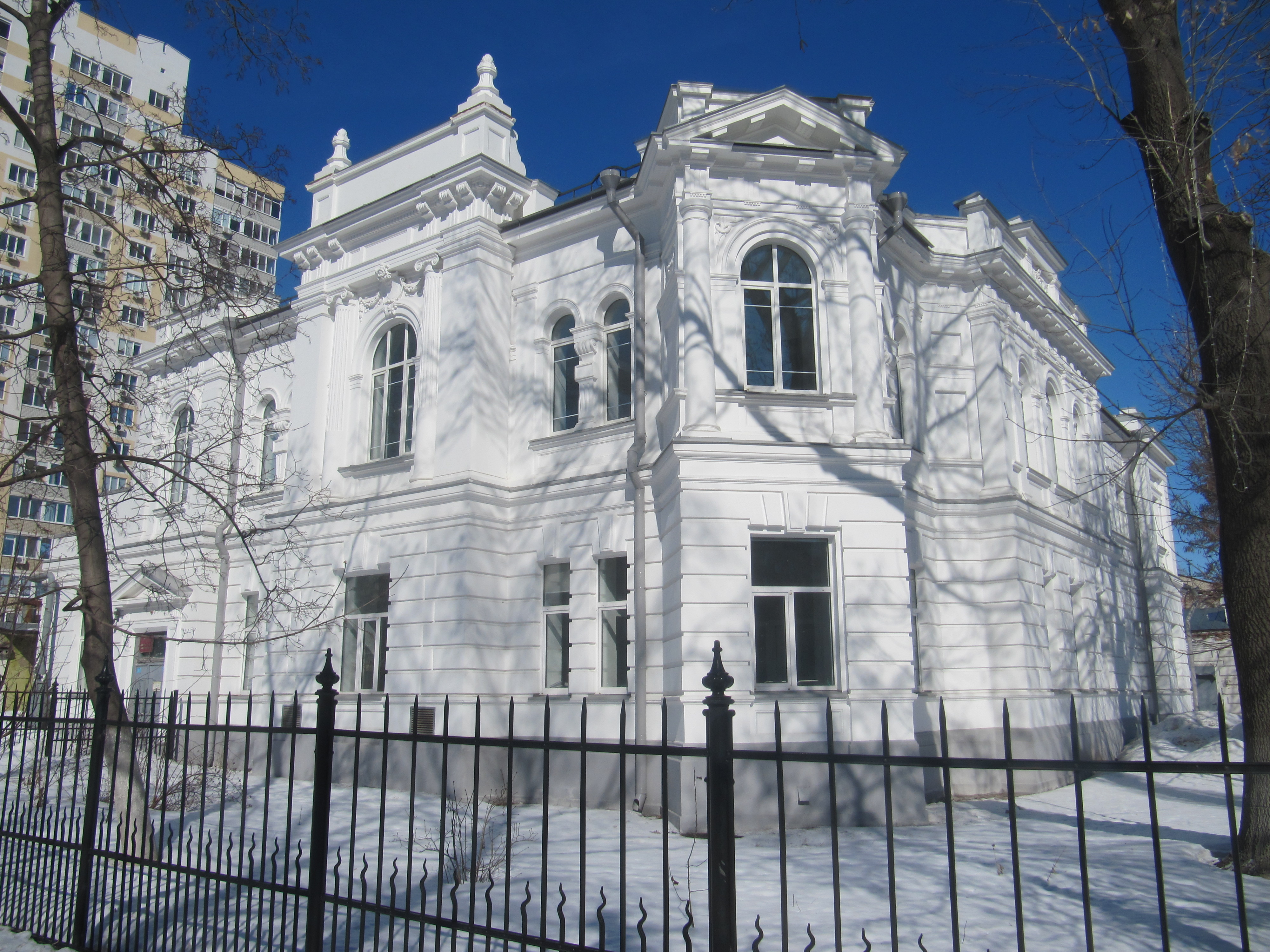
Шелковичная улица 58
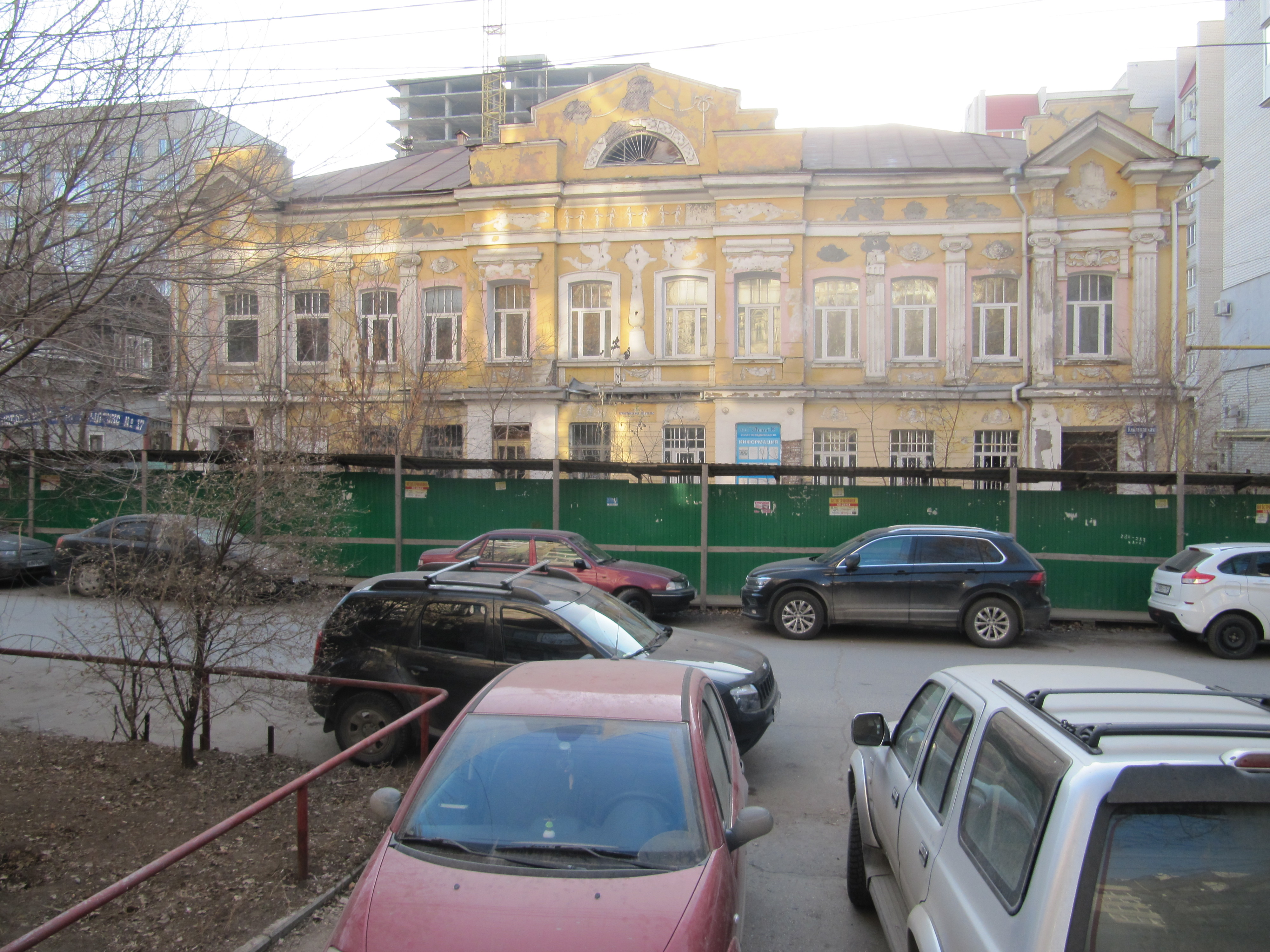
Дом Славина ул. Ульяновская 9

## Преподавательская деятельность в Саратове
Преподавал рисование в Александровском ремесленном училище и в женской гимназии Министерства народного просвещения.

## Архитектурная деятельность в Санкт-Петербурге
В 1907 вслед за братом Александром Львовичем Владыкиным переехал в Санкт-Петербург, где продолжил заниматься частной архитекторской деятельностью. Спроектировал в СПб доходные дома по адресам:
- Воронежская улица, 54 (1908)
- улица Черняховского, 34 (1910)[8]..

Участвовал в конкурсах Императорского СПб общества архитекторов. За проект вокзала Мерефо-Херсонской железной дороги в Екатеринославе получил первую премию (1916), за проекты здания уездной земской управы в Константинограде (1912) и дома для престарелых неимущих дворян СПб губернии (1913) — вторые премии.

## Общественная деятельность в Санкт-Петербурге
Активно занимался общественной деятельностью. В 1906—1916 годах — член Постоянного комитета от общества архитекторов-художников в Санкт-Петербурге, член редакционной комиссии «Ежегодника общества архитекторов-художников».
IV съезд русских зодчих, состоявшийся в С.-Петербурге 5-12 января 1911 года, был организован совместно Императорским С.-Петербургским обществом архитекторов и Обществом архитекторов художников. От Общества архитекторов-художников в организационный комитет съезда вошёл в числе прочих В. Л. Владыкин и стал одним из трех секретарей. За труды по организации этого съезда награждён орденом Святого Станислава 3-й степени (1911).
Принял активное участие в организации Всероссийского съезда художников, состоявшегося в С.-Петербурге 27 декабря 1911 — 5 января 1912 года (секретарь устроительного комитета, секретарь совета съезда).
Награждён орденом Святой Анны 3 степени за труды по организации этого съезда 6 мая 1916 года.

## Семья и места проживания
В Саратове Владимир Львович Владыкин женился на дочери саратовского купца-миллионера Василия Ивановича Кузнецова Вере Васильевне. На другой дочери купца, Зинаиде Васильевне, женился брат Владимира Александр Львович Владыкин.
В 1902 году в семье Владимира родился сын Евгений. Проживала семья в доме, принадлежавшем Вере Васильевне, на углу Вольской/Б.Костриженской (ныне Сакко и Ванцетти), 178 план.квартал. Ныне на этом месте находится магазин «Магнит» (ул. Вольская, д.32/34).
В Санкт-Петербурге семья Владыкиных жила на Знаменской ул. (с 1923 года ул. Восстания), д.19, кв.6.

## Смерть
Все члены семьи: Владимир Львович, Вера Васильевна, Евгений Владимирович и жена брата Зинаида Васильевна (Александр Львович Владыкин умер в 1936 году) погибли от голода во время блокады Ленинграда в первую — самую холодную и голодную зиму 1941—1942 года. Нахождение могилы неизвестно